# 제이슨 모란

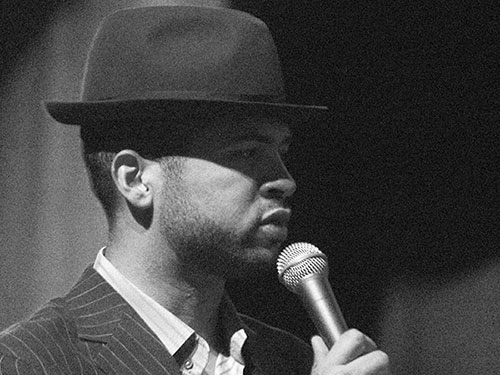
2015년의 모습

제이슨 모란(영어: Jason Moran, 1975년 1월 21일~)은 미국의 재즈 피아니스트, 작곡가이자 멀티미디어 예술 및 설치 공연 교육가이다. 모란은 1999년 그렉 오스비와 처음 만나 《Soundtrack to Human Motion》으로 데뷔하였다. 이후 모란은 트리오 밴드인 밴드왜건, 솔로, 그리고 사이드맨으로서 다양한 프로젝트에 참여했다. 포스트밥에서부터 아방가르드 재즈, 블루스, 클래식 음악, 스트라이드, 힙합까지 다양한 장르의 음악을 만들고 있다.

## 디스코그래피
리더
- 《Soundtrack to Human Motion》 (1999)
- 《Facing Left》 (2000)
- 《Black Stars》 (2001)
- 《Modernistic》 (2002)
- 《The Bandwagon》 (2003)
- 《Same Mother》 (2005)
- 《Artist in Residence》 (2006)
- 《Ten》 (2010)
- 《All Rise: A Joyful Elegy for Fats Waller》 (2014)
- 《The Armory Concert》 (2016)
- 《Thanksgiving at The Vanguard》 (2017)
- 《Bangs》 (2017)
- 《Mass {Howl, Eon}》 (2017)
- 《Looks of a Lot》 (2018)
- 《Music for Joan Jonas》 (2018)
- 《The Sound Will Tell You》 (2021)
- 《From the Dancehall to the Battlefield》 (2023)
- 《Refract》 (2023)